# Ray Baartz
Ray Baartz (Newcastle, 6 de marzo de 1947) es un exfutbolista australiano. Jugaba como delantero centro y fue internacional por la selección de Australia.
Se formó en las categorías juveniles del Manchester United F. C., al que llegó gracias a una beca y donde ascendió hasta el equipo reserva. Cuando regresó a Australia en 1966 fichó por el Sydney Hakoah, con el que logró un récord personal de 211 goles en 236 partidos. Tuvo que retirarse en 1974 por una grave lesión.

## Biografía

### Manchester United
Comenzó a jugar al fútbol en las filas del Adamstown Rosebuds, un equipo infantil de Newcastle (Nueva Gales del Sur). En 1964 su entrenador Brian Daykin, un antiguo jugador del Derby County, acordó que sus dos mejores futbolistas se beneficiasen de una beca deportiva del Manchester United F. C. de tres meses. Mientras su compañero regresó a Australia cuando la beca terminó, Baartz fue incluido en el equipo juvenil sub-18 y pudo firmar un contrato amateur en diciembre del mismo año.
En la temporada 1965-66 fue un habitual del equipo reserva de los 'Diablos Rojos', pero tuvo problemas de adaptación porque echaba de menos a su familia. En marzo de 1966 el club acordó darle la carta de libertad y pagarle el viaje para regresar a su país.

### Etapa en Australia
Ya en Australia, Baartz regresó al Adamstown mientras estudiaba ofertas de clubes profesionales. En 1967 fichó por el Sydney Hakoah, equipo de la comunidad judía de Sídney, por una cifra récord en aquella época: 5.600 dólares australianos. Allí se confirmó como un delantero centro de instinto goleador; en los ocho años que vistió su camiseta marcó un total de 211 tantos en 236 partidos oficiales. Además fue titular en la selección de Australia e incluso fue preseleccionado para disputar la Copa Mundial de Fútbol de 1974, al que no llegó.
Sin embargo, su carrera se truncó en un partido amistoso contra Uruguay, celebrado el 27 de abril de 1974. En la primera parte, Luis Garisto le golpeó en el cuello y le causó una lesión interna. Baartz no la notó, continuó jugando e incluso marcó dos goles, pero por la noche no se sentía bien. A la mañana siguiente despertó con parálisis en el lado izquierdo del cuerpo, por lo que fue trasladado a urgencias. El golpe en la garganta había dañado la arteria carótida y bloqueado el riego sanguíneo al cerebro, llegando incluso a amenazar su vida.
Baartz necesitó dos años de terapia para recuperarse por completo, pero los médicos le desaconsejaron volver a jugar al fútbol. De este modo, se retiró del deporte profesional a los 27 años.
Una vez retirado, se estableció en Newcastle y continuó vinculado al fútbol local como directivo y preparador de categorías inferiores. En el año 2000 recibió la Medalla del Deporte Australiano e ingresó en el Salón de la Fama del Deporte. En 2005 se convirtió en miembro de la directiva del Newcastle United Jets de la A-League, y en 2012 fue incluido en el "Mejor equipo de fútbol en Australia de la historia".